# Georges Weinstein
Pour les articles homonymes, voir Georges Bernard, Bernard et Weinstein.
 (mars 2021).
La mise en forme du texte ne suit pas les recommandations de Wikipédia : il faut le « wikifier ».
Les points d'amélioration suivants sont les cas les plus fréquents. Le détail des points à revoir est peut-être précisé sur la page de discussion.
- Les titres sont pré-formatés par le logiciel. Ils ne sont ni en capitales, ni en gras.
- Le texte ne doit pas être écrit en capitales (les noms de famille non plus), ni en gras, ni en italique, ni en « petit »…
- Le gras n'est utilisé que pour surligner le titre de l'article dans l'introduction, une seule fois.
- L'italique est rarement utilisé : mots en langue étrangère, titres d'œuvres, noms de bateaux, etc.
- Les citations ne sont pas en italique mais en corps de texte normal. Elles sont entourées par des guillemets français : « et ».
- Les listes à puces sont à éviter, des paragraphes rédigés étant largement préférés. Les tableaux sont à réserver à la présentation de données structurées (résultats, etc.).
- Les appels de note de bas de page (petits chiffres en exposant, introduits par l'outil «  Source ») sont à placer entre la fin de phrase et le point final[comme ça].
- Les liens internes (vers d'autres articles de Wikipédia) sont à choisir avec parcimonie. Créez des liens vers des articles approfondissant le sujet. Les termes génériques sans rapport avec le sujet sont à éviter, ainsi que les répétitions de liens vers un même terme.
- Les liens externes sont à placer uniquement dans une section « Liens externes », à la fin de l'article. Ces liens sont à choisir avec parcimonie suivant les règles définies. Si un lien sert de source à l'article, son insertion dans le texte est à faire par les notes de bas de page.
- La présentation des références doit suivre les conventions bibliographiques. Il est recommandé d'utiliser les modèles {{Ouvrage}}, {{Chapitre}}, {{Article}}, {{Lien web}} et/ou {{Bibliographie}}. Le mode d'édition visuel peut mettre en forme automatiquement les références.
- Insérer une infobox (cadre d'informations à droite) n'est pas obligatoire pour parachever la mise en page.

Pour une aide détaillée, merci de consulter Aide:Wikification.
Si vous pensez que ces points ont été résolus, vous pouvez retirer ce bandeau et améliorer la mise en forme d'un autre article.
Georges Weinstein (nom d'artiste : Georges Bernard) (nom d'acteur : Georges Adlin) est un artiste peintre français né le 17 mai 1907 à Menton et mort le 31 janvier 1959 à Neuilly-sur-Seine, à l'âge de 52 ans, des suites d'une maladie.

## Histoire familiale
Les parents de Georges Weinstein étaient Boris Iakovleff Weinstein (dit Bernard), né à Kowno (Empire russe) et Vitia Rasumny (épouse : Weinstein) (dite Valentine), née à Sébastopol (Empire russe). Ses parents étaient photographes d'origine juive et avaient un studio de photographie, nommé Studio Bernard établi au fil du temps entre Paris (au 57 rue d'Hauteville, Paris Xe), Menton et La Bourboule.
Ils ont tous les deux été naturalisés français le 13 janvier 1922.
Sa mère Vitia était la sœur de Félix Rasumny, médailler et sculpteur devenu français. Elle était également la sœur de Marie Rasumny (épouse : Golschmann), médecin, et donc la belle-sœur de Léon Golschmann, publiciste, traducteur et mathématicien juif français. Elle était donc, de ce fait, la tante de Vladimir Golschmann, chef d'orchestre franco-américain et de Boris Golschmann, pianiste disparu pendant la Seconde Guerre mondiale avec son épouse.
Il y aurait eu quatre autres adelphes, qui seraient restés en Russie.
Georges avait cinq frères (trois autres sont mort-nés ou décédés très jeunes), dont il semblait assez proche :
- Paul Weinstein, né le 7 juillet 1889 à Paris et mort le 20 août 1914 à Dieuze (57), alors âgé de 25 ans, lors d'une bataille de la Première Guerre mondiale. Il exerçait le métier de photographe. Il n'aurait pas eu d'enfant[4].
- Léon Jacques Weinstein, né le 31 mars 1893 à Paris et mort le 24 mars 1956 à Paris, âgé de 63 ans, probablement des suites d'une maladie. Il exerçait les métiers de représentant de commerce et de bijoutier-joaillier. Il eut deux épouses : Marie Rasoumny, fille de son oncle Félix Rasumny, et Erna Vilhelmine Isabelle Moller, d'origine danoise. Il n'aurait pas eu d'enfant[5].
- Adelin Germain Weinstein, né le 19 décembre 1899 à Menton, et dont la date de décès est pour le moment inconnue. Il semblerait qu'il soit mort assez jeune des suites d'une maladie, et qu'il ait entretenu une correspondance avec André Gide. Il n'aurait pas eu d'enfant[6].
- Féodore Weinstein, dit Bernard, ou Théodore, ou Théo, né le 20 septembre 1901 à La Bourboule et décédé le 25 janvier 1944 à Auschwitz, âgé de 42 ans, après avoir été déporté en 1943. Il avait un studio photo appelé Studio Bernard à Vichy. Il eut une épouse, Andrée Marie Alphonsine Germaine Antony, dont il aurait reconnu le fils Maurice Weinstein (selon les dires de son cousin Michel Weinstein), né le 5 février 1932 à Paris et mort le 17 décembre 2010 à Vichy, âgé de 78 ans, qui exerçait le métier de vendeur automobile[7].
- Wladimir Weinstein, né le 12 novembre 1908 à Menton et décédé le 09 avril 1980 à Menton, âgé de 72 ans. Il travaillait dans les années 30 début des années 40 dans le studio photo de son frère Féodore. Il eut une épouse, Céline Jelmini, avec qui il eut un fils, Michel Weinstein, né le 7 février 1940, dirigeant de société[8].

## Vie privée
Georges Weinstein a eu trois épouses.
- Antoinette Françoise Dumollard, née le 4 décembre 1916 à Lyon et décédée le 1er juin 1965 à Lyon, qu'il a épousée le 14 décembre 1935 à Vichy et dont il a divorcé le 30 juillet 1943 à Pau[9]. Après leur divorce, Antoinette a épousé Émile Charles Pannetier, clarinettiste à l'Opéra national de Lyon, le 18 décembre 1943. De cette union seraient nés plusieurs enfants, dont Jean-Claude Régis Pannetier, né le 2 avril 1942 à Pau et décédé le 29 avril 1978 à Saint-Étienne[10] qui, au vu des dates, aurait pu être le fils naturel de Georges.
- Marie Marguerite Peyrot, née le 7 mars 1916 à Mortemart et décédée le 28 mai 2010 à Meudon, qu'il a épousée le 24 décembre 1945 à Paris, dans le XVIIe arrondissement, et dont il a divorcé le 26 mars 1954 à Paris, toujours dans le XVIIe arrondissement. Marie Marguerite était à priori artiste peintre. Ils n'auraient pas eu d'enfants[11].
- Michèle Chrétien, née le 24 septembre 1938 à Senlis, qu'il a épousée le 19 janvier 1957 à Paris, dans le XVIIe arrondissement. De cette union est né Adelin Weinstein, né le 23 décembre 1956 à Paris dans le XVIIIe arrondissement. Georges est resté marié à Michèle jusqu'à son décès[12].

## Vie artistique
Georges Weinstein semble avoir rapidement pris le pseudonyme de Georges Bernard dans sa vie artistique. C'était son nom d'artiste peintre et également le nom qu'il utilisait en tant que vendeur d'objets d'arts.
Il expose en 1927 au Salon des Indépendants de Paris, au Grand Palais des Champs-Élysées.
Il aurait également participé au Salon d'Automne de Paris au Palais des Beaux arts en 1945, où son travail aurait été remarqué par Maximilien Gauthier, qui a écrit la préface du catalogue de son exposition du 26 avril 1946 à la Galerie Pierre Maurs au 3 avenue Matignon 75008 PARIS.
Dans cette préface, Maximilien Gauthier écrit : 
« Voici d'abord des paysages et des figures un peu gauches, mais où le jeune peintre a su d'instinct, comme en tremblant, faire passer et nous donner à ressentir le frisson d'une sensibilité vive, et même d'une sentimentalité douce et mélancolique. [...] Ce qu'il faisait à cette époque ne le satisfit pourtant pas. [...] Bravement, il se remit à étudier des figures isolées, des objets simples; afin de parvenir à serrer de plus en plus près la vérité de la forme et de discipliner ses sensations de coloriste. De cette période datent de remarquables portraits. Le trait y est conduit avec de plus en plus de fermeté, de certitude, de correction et le tableau, dans son ensemble, atteint à l'unité. [...]
Ses plus récents ouvrages témoignent cependant de progrès décisifs. [...] Georges Bernard a la sagesse de pavoiser aux couleurs de la séduction des constructions raisonnées; de ses harmonies préférées, de rose saumoné et de vert céladon, se dégage un charme singulier.
Nous sommes en présence d'un peintre d'exception. »